# Aubry-en-Exmes
Aubry-en-Exmes là một xã thuộc tỉnh Orne vùng Normandie tây bắc nước nước Pháp. Xã này nằm ở khu vực có độ cao trung bình 100 mét trên mực nước biển.